# Resultados do Carnaval de Belo Horizonte em 2016
Resultados do Carnaval de Belo Horizonte em 2016.

## Escolas de samba
| Colocação | Escola                   | Pontos | Ref.  |
| --------- | ------------------------ | ------ | ----- |
| 1º        | Canto da Alvorada        | 157,2  | [ 1 ] |
| 2º        | Acadêmicos de Venda Nova | 157,1  | [ 1 ] |
| 3º        | Estrela do Vale          | 156,4  | [ 1 ] |
| 4º        | Cidade Jardim            | 153    | [ 1 ] |
| 5º        | Força Real               | 150,8  | [ 1 ] |
| 6º        | Imperavi de Ouros        | 131,1  | [ 1 ] |

## Grupo de avaliação
| Escola              | Situação                                                 | Ref |
| ------------------- | -------------------------------------------------------- | --- |
| Gresmi Bem-Te-Vi    | A escola não foi aprovada para o grupo especial em 2017. |     |
| Império da Nova Era | A escola não desfilou.                                   |     |

## Blocos caricatos
| Colocação | Escola                      | Pontos | Ref.  |
| --------- | --------------------------- | ------ | ----- |
| 1º        | Mulatos do Samba            | 99,8   | [ 1 ] |
| 2º        | Estivadores do Havaí        | 99,5   | [ 1 ] |
| 3º        | Academia do Samba Por Acaso | 99,2   | [ 1 ] |
| 4º        | Inocentes de Santa Tereza   | 98,9   | [ 1 ] |
| 5º        | Bacharéis do Samba          | 98,6   | [ 1 ] |
| 6º        | Acadêmicos da Vila Estrela  | 98,2   | [ 1 ] |
| 7º        | Infiltrados de Santa Tereza | 98     | [ 1 ] |
| 8º        | Corsários do Samba          | 96,9   | [ 1 ] |
| 9º        | Aflitos do Anchieta         | 96,1   | [ 1 ] |

## Grupo de Avaliação
| Colocação | Escola               | Pontos | Nota                                         | Ref.  |
| --------- | -------------------- | ------ | -------------------------------------------- | ----- |
| 1º        | Unidos da Zona Norte | 93     | Classificado para o grupo de blocos em 2017. | [ 1 ] |